# Chloé Tutton
Chloé Tutton (ur. 17 lipca 1996 w Pontypridd) – walijska pływaczka specjalizująca się w stylu klasycznym, medalistka mistrzostw świata na krótkim basenie i mistrzyni Europy (2016).

## Kariera pływacka
Na międzynarodowych zawodach zadebiutowała w 2014 roku podczas Igrzysk Wspólnoty Narodów w Glasgow, gdzie reprezentowała Walię. W konkurencji 100 m stylem klasycznym z czasem 1:09,38 zajęła 11. miejsce, a na dystansie dwukrotnie dłuższym była dziesiąta (2:29,44). 
Dwa lata później, na mistrzostwach Europy w Londynie zdobyła złoty medal w sztafecie 4 × 100 m stylem zmiennym oraz brąz na 100 m żabką (1:07,50).
Podczas igrzysk olimpijskich w Rio de Janeiro z czasem 2:22,34 zajęła czwarte miejsce na dystansie 200 m stylem klasycznym, zaledwie o 0,06 s przegrywając brązowy medal z Chinką Shi Jinglin. W półfinale 100 m stylem klasycznym uzyskała czas 1:07,29 i nie zakwalifikowała się do finału, plasując się ostatecznie na 13. pozycji. Płynęła także w sztafecie 4 × 100 m stylem zmiennym, która została sklasyfikowana na siódmym miejscu.
Na mistrzostwach świata na krótkim basenie w Windsorze wywalczyła brąz na dystansie 200 m żabką (2:18,83). W konkurencji 100 m stylem klasycznym z czasem 1:04,79 była piąta.